# Jämijärvi
Jämijärvi (finska: Jämijärvi) är en kommun i landskapet Satakunta i Finland. Folkmängden i Jämijärvi kommun uppgår till 1 685 invånare, och den totala arealen utgörs av 224,33 km². Jämijärvi kommun grundades år 1865, och klassas som en landsbygdskommun. Kommunen gränsar till Ikalis stad, Kankaanpää stad och Parkano stad.
Jämijärvi kommun ingår i Norra Satakunta ekonomiska region.
Jämijärvi kommuns språkliga status är enspråkig finsk.

## Jämijärvi församling
Jämijärvi grundades som en bönehusförsamling under Ikalis moderförsamling år 1852. En prästgård uppfördes 1856, och en träkyrka 1860. Jämijärvi bönehusförsamling blev kapellförsamling år 1863, och avskildes till egen moderförsamling 1899, vilken trädde i kraft 1908. Den förste kyrkoherden tillträdde tjänsten år 1909. Församlingens finska namnform är: Jämijärven seurakunta.
Byar som har tillhört Jämijärvi församling i äldre tider: Jämijärvi, Kauppila, Kovelahti, Peijari, Suurimaa, Sydänmaa, Tykköö och Vihu.  (Observera att denna byförteckning är historisk, och att dagens förteckning över byar i Jämijärvi kommun ser annorlunda ut)

## Politik

### Mandatfördelning i Jämijärvi kommun, valen 1976–2021
| 3 | 3 | 1 | 11 | 1 | 2 |

| 2 | 3 | 2 | 12 | 1 | 1 |

| 2 | 3 | 3 | 11 | 1 | 1 |

| 2 | 4 | 2 | 11 | 1 | 1 |

| 2 | 3 | 2 | 11 | 2 | 1 |

| 1 | 3 | 1 | 13 | 3 |

| 1 | 3 | 1 | 13 | 2 | 1 |

| 1 | 5 | 14 | 1 |

| 13 | 8 |

| 1 | 6 | 1 | 12 | 1 |

| 14 | 7 |

| 4 | 2 | 14 | 1 |

| 11 | 10 |

| 4 | 2 | 11 |

| 10 | 7 |

| 4 | 2 | 10 | 1 |

| 13 | 4 |

### Vänorter
Jämijärvi kommun har en vänort: 
- Roosna-Alliku, Estland.[8]

## Utbildning
I Jämijärvi kommun finns tre finskspråkiga skolor med grundläggande utbildning: Jämijärven keskuskoulu / Tykköön toimipiste (åk 1-2), Jämijärven keskuskoulu (åk 3-6) och Jämijärven keskuskoulu (åk 7-9).

## Demografi

### Befolkningsutveckling
| Befolkningsutvecklingen i Jämijärvi kommun 1975–2020                                                         | Befolkningsutvecklingen i Jämijärvi kommun 1975–2020 | Befolkningsutvecklingen i Jämijärvi kommun 1975–2020 | Befolkningsutvecklingen i Jämijärvi kommun 1975–2020 | Befolkningsutvecklingen i Jämijärvi kommun 1975–2020 |
| --- | ---------------------------------------------------- | ---------------------------------------------------- | ---------------------------------------------------- | ---------------------------------------------------- |
| |                                                      |                                                      |                                                      |                                                      |
| År |                                                      |                                                      | Folkmängd                                            |                                                      |
| 1975 | 1975                                                 |                                                      | 2 740                                                |                                                      |
| 1980 | 1980                                                 |                                                      | 2 506                                                |                                                      |
| 1985 | 1985                                                 |                                                      | 2 430                                                |                                                      |
| 1990 | 1990                                                 |                                                      | 2 421                                                |                                                      |
| 1995 | 1995                                                 |                                                      | 2 399                                                |                                                      |
| 2000 | 2000                                                 |                                                      | 2 308                                                |                                                      |
| 2005 | 2005                                                 |                                                      | 2 183                                                |                                                      |
| 2010 | 2010                                                 |                                                      | 2 041                                                |                                                      |
| 2015 | 2015                                                 |                                                      | 1 948                                                |                                                      |
| 2020 | 2020                                                 |                                                      | 1 707                                                |                                                      |
| Anm: Uppgifterna avser förhållandena den 31 december nämnda år enligt områdesindelningen den 1 januari 2022. |                                                      |                                                      |                                                      |                                                      |

### Språk
Befolkningen efter språk (modersmål) den 31 december 2022. Finska, svenska och samiska räknas som inhemska språk då de har officiell status i landet. Resten av språken räknas som främmande. För språk med färre än 10 talare är siffran dold av Statistikcentralen på grund av sekretesskäl.
| Språk                        | Talare 2022-12-31 | Talare 2022-12-31 |
| Språk                        | Antal             | Andel (%)         |
| ---------------------------- | ----------------- | ----------------- |
| Hela befolkningen            | 1 683             | 100,0             |
| Inhemska språk totalt        | 1 647             | 97,9              |
| Finska                       | 1 644             | 97,7              |
| Svenska                      | 3                 | 0,2               |
| Främmande språk totalt       | 36                | 2,1               |
| Estniska                     | 16                | 1,0               |
| Språk med färre än 10 talare | 20                | 1,2               |

|  | Finska (97,7 %) |

|  | Svenska (0,2 %) |

|  | Främmande språk (2,1 %) |

|  | Finska (97,7 %) |

|  | Svenska (0,2 %) |

|  | Främmande språk (2,1 %) |

## Kultur

### Sevärdheter
- Jämin matkailu- ja lomakeskus, är ett utflyktsmål för dem som gillar att röra på sig i skog och mark. Området ingår i ett åsskyddsprogram, och en del av området är ett naturskyddsområde.
- Jämijärven kotiseutumuseo, hembygdsmuseum.
- Jämin ilmailumuseo, är ett luftfartsmuseum vid Jämijärvi flygfält för privatplan.

### Idrott
Här finns en 1,25 km lång skidtunnel, Jämi Ski Tunnel, som möjliggör längdskidåkning åretrunt..

## Kända personer från Jämijärvi
- Lasse Pihlajamaa, dragspelslegend (1916–2008).